# (47494) Gerhardangl
(47494) Gerhardangl est un astéroïde de la ceinture principale.

## Description
(47494) Gerhardangl est un astéroïde de la ceinture principale. Il fut découvert le 4 janvier 2000 à Gnosca par Stefano Sposetti. Il présente une orbite caractérisée par un demi-grand axe de 2,59 UA, une excentricité de 0,14 et une inclinaison de 1,4° par rapport à l'écliptique.

## Compléments